# Hoven (Lohmar)
Hoven ist ein Stadtteil von Lohmar im Rhein-Sieg-Kreis in Nordrhein-Westfalen.

## Geographie
Hoven liegt im Nordwesten von Lohmar. Umliegende Ortschaften sind Durbusch im Westen, Breide, Boddert, Unterdahlhaus im Nordwesten, Dahlhaus im Norden, Halfensbüchel, Schneppensiefen, Brambach im Nordosten, Kombach, Bombach und Breideneichen im Osten, Stöcken im Südosten sowie Jexmühle und Honrath im Süden.
Nördlich von Hoven fließt der Dahlhauser Bach, der orographisch rechts in die Agger mündet. Westlich von Hoven entspringt der Jexmühlenbach und südöstlich ein namenloser Bach, die beide ebenfalls rechts in die Agger münden.

## Geschichte
Im Jahre 1885 hatte Hoven 48 Einwohner, die in neun Häusern lebten.
Nach einem Adressbuch aus dem Jahre 1901 wohnten im Ort Hoven vier Ackerer, ein Zimmerer, ein Maurer und ein Schuster.
Bis zum 1. August 1969 gehörte der Ort zu der bis dahin eigenständigen Gemeinde Inger.

## Verkehr
- Hoven liegt zwischen der Landesstraße 84 und der Bundesstraße 484.
- Der Ort liegt nahe dem Bahnhof Lohmar-Honrath bei Jexmühle.
- Hoven gehört zum Tarifgebiet des Verkehrsverbund Rhein-Sieg (VRS).